# Jacqueline van Maarsen
Jacqueline Yvonne Meta van Maarsen (Ámsterdam, 30 de enero de 1929 - 13 de febrero de 2025) fue un autora y encuadernadora holandesa. Fue más conocida por su amistad con la diarista Ana Frank. 

## Biografía
Nació en Ámsterdam de padre judío holandés, Samuel "Hijman" van Maarsen (1884-1952), y de madre cristiana francesa, Eulalie Julienne Alice "Eline" van Maarsen (de soltera Verlhac) (1891-1992).   Tuvo una hermana, Christiane. Estudió en una escuela regular en Ámsterdam hasta 1940, cuando Alemania invadió los Países Bajos. Luego tuvo que trasladarse a un liceo judío. En la escuela judía se hizo amiga de muchas chicas, entre ellas Ana Frank, Nanette Blitz, Sanne Ledermann y Hanneli Goslar . Era la secretaria del club de ping-pong fundado por sus amigos, Little Dipper Minus Two.
Después de la guerra, se enteró de que Anne no había sobrevivido. Otto Frank, el padre de Ana, se puso en contacto y ella fue una de las primeras personas a las que Otto Frank les mostró el diario de Ana. En 1947 se publicó El diario de una joven . 
Se convirtió en una encuadernadora premiada. Se casó con su amigo de la infancia, Ruud Sanders, en 1954.  Tuvieron tres hijos. Escribió cinco libros sobre su amistad con Ana Frank.
Ecribió cinco libros sobre su amistad con Ana Frank.  En 2023 (tras la muerte de Hannah Pick-Goslar en octubre de 2022), fue una de las últimas amigas supervivientes conocidas de la escuela de Ana Frank junto con la sobreviviente de Bergen Belsen, Nanette Blitz Konig .[cita requerida]
Murió el 13 de febrero de 2025, a la edad de 96 años 